# これが青春だ
これが青春だ（これがせいしゅんだ）は、東宝制作、テアトル・プロ共同制作によって1966年11月20日から1967年10月22日にかけて日本テレビ系で放送された竜雷太主演の学園ドラマ。「青春とはなんだ」に次ぐ、東宝青春学園シリーズの第2弾作品である。

## 内容
本作の主人公である大岩雷太は、乗っていたヨットが転覆した所を漁師の青年・彰に助けられたのち、田舎町・南海市にやってくる。ロンドンでの留学経験を活かして南海高校の英語教師に就任、劣等生ばかりのクラス・D組の担任を務める。そしてサッカーを通じて生徒たちに人間教育を説き、心と心のふれあいを図っていく。
当初、本作においても前作『青春とはなんだ』の夏木陽介の主演で企画が進められていた。夏木本人もこれに乗り気だったとのことだったが、クランクイン1か月前になって夏木が木下恵介から主演に指名されて木下監督作品の東宝映画『なつかしき笛や太鼓』に急遽出演することになり（当時はまだテレビ界は映画界より一段低い扱いで、テレビより映画を優先するような風潮があった）、軌道修正を余儀なくされた結果、当時無名の新人だった竜雷太（役名の大岩雷太にちなんで芸名が付けられた）が起用された。結果的にこれが成功を収め、竜は後継番組『でっかい青春』でも引き続き主演を務める事となる。半ば偶然の産物として生まれた「新人をドラマと共に育てる」というこの手法は同じ岡田晋吉プロデューサーが手掛けた刑事ドラマ『太陽にほえろ!』や、村野武範の出世作となった『飛び出せ!青春』、さらに中村雅俊の出世作となった『われら青春!』などにおいても受け継がれている。

## 放送データ
- 放送期間：1966年11月20日 - 1967年10月22日
- 放送時間：毎週日曜日20:00 - 20:56
- 放送回数：39回
- 放送形態：モノクロ16mmフィルム作品

## 出演者
- 竜雷太 - 大岩雷太
- 藤木悠 - 左右作（教頭）
- 弓恵子 - 松代優子（数学教師、バレーボール部顧問）
- 結城美栄子 - 伊集院治子（伊集院校長の娘）
- 藤山陽子 - 伊藤由理子（伊藤直一の姉）
- 星十郎- 半沢先生（英語教師、柔道部）
- 宮口精二 - 星野先生（物理教師、剣道部顧問）
- 松本めぐみ - 小野雪子
- 岡田可愛 - 本橋安江
- 柏木由紀子 - 木下恭子
- 和田良子-　白川京子
- 木村豊幸 - 金田作左衛門（第１話のみ「金田作衛門」とクレジット表記、本編板書は「金田作左ヱ門」と表記）
- 矢野間啓治 - 出目二郎
- 渚健二 - 赤垣竜三
- 柴田昌宏 - 伊藤直一
- 土屋靖雄 - 吉田和助
- 白田和男 - 水木竜馬
- 川上大輔 - 山崎英二
- 中山克己 - 森修二
- 富川澈夫 - 田代稔
- 片岡光雄 - 大川義夫
- 水沢有美 - 秋山道子
- 北島マヤ - ゆり
- 卯月久美 - 加代
- 天野弘子 - ユリ
- 菅井きん - 本橋スエ
- 賀原夏子 - 小野みさを
- 南美江 - 田代千代
- 沢村貞子 - 杉山はな
- 十朱久雄 - 小野万造
- 名古屋章 - 金田武衛門
- 三遊亭小金馬（第２５話「落語息子」より三遊亭金馬 (4代目) 襲名） - 出目太吉
- 寺田農 - 杉山彰（漁師）
- 三井弘次 - 川村甚平（漁業組合長）
- 豊浦美子 - 川村甚平の姪・みどり
- 北村総一朗 - 山岸（雷太の留学仲間）第1話、第31話のみ出演
- 山茶花究 - 山上大造（理事長）
- 西村晃 - 伊集院校長

## スタッフ
- 監修：千葉泰樹
- プロデューサー：岡田晋吉（日本テレビ）、大木亀雄、酒井知信
- 照明：中村裕樹
- 音楽：いずみたく
- 脚本：須崎勝弥、倉本聰、井手俊郎、桜井康裕、上條逸雄、浅野正雄
- 監督：高瀬昌弘、松森健、小松幹雄、竹林進、児玉進、土屋統吾郎
- 協力：佼成学園女子中学校・高等学校、須崎観光協会

## 主題歌・挿入歌
- 「これが青春だ｣　（1966年12月10日発売、キングレコード BS-567）歌：布施明　作詞：岩谷時子　作・編曲：いずみたく

2003年のテレビドラマ『ビギナー』では、北村総一朗の出演場面に流れる。
1991年にサンプラザ中野（後のサンプラザ中野くん）とパッパラー河合によるユニット「The 花びら」によってカバーされ、エースコック「スーパーカップ」のCMソングに起用された。
- 「貴様と俺」（1966年12月10日発売、キングレコード BS-567）歌：布施明　作詞：岩谷時子　作・編曲：いずみたく
- 「あの娘と暮らしたい」　歌：竜雷太　作詞：岩谷時子　作・編曲：いずみたく
- LPアルバム『これが青春だ』 （1966年12月、キングレコード SKK-355）

布施明、竜雷太、岡田可愛、松本めぐみ、矢野間啓治らの歌う主題歌、挿入歌など10曲（インストゥルメンタル2曲を含む）が収録されている。このアルバム収録曲全曲が、2007年12月25日発売のCD『これが青春だ～青春ドラマテーマソング大全』（キングレコード KICS1351）に収録されている。

## サブタイトル
| 放映日         | 各話   | サブタイトル             | 脚本              | 監督       | ゲスト                                              |
| -------------- | ------ | ------------------------ | ----------------- | ---------- | --------------------------------------------------- |
| 1966年11月20日 | 第1話  | 海から来た男             | 須崎勝彌          | 高瀬昌弘   | 田中明夫 大辻伺郎 北村総一郎                        |
| 1966年11月27日 | 第2話  | 僕も私も劣等生           | 須崎勝彌          | 高瀬昌弘   |                                                     |
| 1966年12月4日  | 第3話  | 明日への序奏             | 須崎勝彌          | 高瀬昌弘   | 西条康彦 堀越節子                                   |
| 1966年12月11日 | 第4話  | サッカー部誕生           | 須崎勝弥          | 松森健     | 寺島信子                                            |
| 1966年12月18日 | 第5話  | 君が必要だ!              | 倉本聡            | 松森健     | 田中春男                                            |
| 1966年12月25日 | 第6話  | どろんこ勇者             | 倉本聡            | 高瀬昌弘   | 蟹江敬三 山本紀彦                                   |
| 1967年1月1日   | 第7話  | 赤ちゃん騒動             | 井手俊郎          | 高瀬昌弘   | 五月女マリ 三谷昇 沢村いき雄 東京太 東京二 有島一郎 |
| 1967年1月8日   | 第8話  | 18人の新主将             | 須崎勝弥          | 松森健     | 柳谷寛                                              |
| 1967年1月15日  | 第9話  | ラブレター旋風           | 須崎勝弥          | 高瀬昌弘   | 楠田薫 中村是好                                     |
| 1967年1月22日  | 第10話 | あゝ友情                 | 須崎勝彌          | 高瀬昌弘   | 田中春男                                            |
| 1967年1月29日  | 第11話 | 男性飼育法               | 井手俊郎          | 小松幹雄   | 岩井良介 平井道子 小林幸子 野々浩介 佐田豊          |
| 1967年2月5日   | 第12話 | ホラ吹き大将故郷に帰る   | 倉本聡            | 高瀬昌弘   | 西沢利明 北あけみ                                   |
| 1967年2月12日  | 第13話 | 勝利に近道はない         | 桜井康裕          | 高瀬昌弘   |                                                     |
| 1967年2月19日  | 第14話 | とんだ拾い物             | 井手俊郎          | 竹林進     |                                                     |
| 1967年2月26日  | 第15話 | 試験騎士道               | 桜井康裕 浅野正雄 | 竹林進     |                                                     |
| 1967年3月5日   | 第16話 | ぽんこつ拳法             | 須崎勝彌          | 高瀬昌弘   | 加東大介                                            |
| 1967年3月12日  | 第17話 | くたばれ進学コース!!     | 田波靖男          | 高瀬昌弘   | 林隆三                                              |
| 1967年3月19日  | 第18話 | さらば故郷               | 須崎勝弥          | 竹林進     | 有川博                                              |
| 1967年3月26日  | 第19話 | 明日の星                 | 桜井康裕          | 竹林進     | 北川めぐみ 見明凡太朗                               |
| 1967年4月2日   | 第20話 | 誇り高き対決             | 須崎勝弥          | 高瀬昌弘   | 高田直久                                            |
| 1967年4月9日   | 第21話 | 初恋よこんにちは         | 井手俊郎          | 高瀬昌弘   | 永井譲滋                                            |
| 1967年4月16日  | 第22話 | 後輩に脱帽!              | 倉本聡            | 小松幹雄   | 中沢治夫 伊藤久哉                                   |
| 1967年4月30日  | 第23話 | その右手を出せ           | 上條逸雄          | 小松幹雄   |                                                     |
| 1967年5月7日   | 第24話 | 縁の下の力持ち           | 桜井康裕          | 高瀬昌弘   | 藤田みどり                                          |
| 1967年5月14日  | 第25話 | 落語息子                 | 井手俊郎          | 高瀬昌弘   | 那須ますみ                                          |
| 1967年5月28日  | 第26話 | 走れ!キャップテン        | 上條逸雄          | 小松幹雄   | 瀬能礼子 柳谷寛                                     |
| 1967年6月11日  | 第27話 | カミナリ先生音無しの構え | 桜井康裕          | 小松幹雄   | 松本染升 木田三千雄 宝生あや子                      |
| 1967年6月25日  | 第28話 | サッカーばあちゃん       | 井手俊郎          | 高瀬昌弘   | 堺駿二 島田多恵子 内田朝雄                          |
| 1967年7月2日   | 第29話 | おかしな十七才           | 上條逸雄          | 高瀬昌弘   | 高橋厚子 寺島信子 福島純子                          |
| 1967年7月9日   | 第30話 | 美人投票                 | 須崎勝彌          | 小松幹雄   | 児玉清 柳生博 藤原釜足                              |
| 1967年7月30日  | 第31話 | メリーさんがやってきた   | 倉本聡            | 小松幹雄   | 北村総一郎 リンダ・ハーディスディ 西条康彦          |
| 1967年8月6日   | 第32話 | 只今特訓中               | 桜井康裕          | 児玉進     | 関みどり                                            |
| 1967年8月27日  | 第33話 | 紅い霧黒い霧             | 須崎勝彌          | 高瀬昌弘   |                                                     |
| 1967年9月10日  | 第34話 | これがケチだ             | 上條逸雄          | 高瀬昌弘   | 藤田進                                              |
| 1967年9月24日  | 第35話 | 淑女落第生               | 桜井康裕          | 児玉進     |                                                     |
| 1967年10月1日  | 第36話 | 罠                       | 須崎勝彌          | 児玉進     |                                                     |
| 1967年10月8日  | 第37話 | 一触即発                 | 井手俊郎          | 土屋統吾郎 |                                                     |
| 1967年10月15日 | 第38話 | 全校突撃せよ             | 須崎勝彌          | 高瀬昌弘   | 浦辺粂子                                            |
| 1967年10月22日 | 第39話 | 青春号出帆               | 須崎勝彌          | 高瀬昌弘   | 音無美紀子                                          |

## 書籍
- 須崎勝彌著『これが青春だ　正編』（ルック社、昭和42年5月25日）のち第1巻
- 須崎勝彌著『続これが青春だ』（ルック社、昭和42年10月14日）のち第2巻
- 須崎勝彌著『これが青春だ　完結編』（ルック社　昭和42年11月14日初版）のち第3巻

須崎勝彌著となっているがメインライターとして脚本家代表としての表記である。実際は、各話のシナリオを基にした小説化（湯沢司、佐々木宏）であり、須崎の他に田波、桜井、倉本、井手、上條らもクレジットされている。なお、正編の巻末に学生出演者のコメントが掲載されている。のちに第1巻から第3巻表記の新装版として刊行されたが、一部の章が削除された。

## メディア
- これが青春だミュージックファイル（1993年8月1日、vap発売 VPCD-81012）

思い出の青春ドラマ音楽全集CDとしてドラマのBGM等74曲（音楽：いずみたく）を収録しており、ビデオ化されていないこのドラマを音で再現している。

## ロケ地
- 下田市・須崎、爪木崎、大浜海岸、東京都立町田高校